# Royal Flight
Royal Flight (юридическое название — АО «Авиакомпания «РОЯЛ ФЛАЙТ») —  прекратившая свою деятельность российская авиакомпания, выполнявшая чартерные авиаперевозки для туроператоров Coral Travel и Sunmar. Базировалась в аэропорту Шереметьево. Штаб-квартира располагалась в Москве.
До 11 июля 2014 года авиакомпания именовалась Абакан-Авиа и специализировалась в основном на выполнении грузовых авиарейсов в международном и внутреннем направлении, и предоставлением других авиационных услуг.
В мае 2022 года, на фоне западных санкций, авиакомпания Royal Flight приостановила свою деятельность.

## История

Логотип «Абакан-Авиа»

История авиакомпании началась в 1992 году с момента регистрации в Абаканской регистрационной палате в качестве юридического лица под названием ЗАО "Авиакомпания «Абакан-Авиа». Основатель компании — Кочуров Николай Иванович. В 1993 году перевозчик получил сертификат эксплуатанта и выполнил свой первый полёт. До 2003 года авиакомпания являлась одним из значимых перевозчиков грузов из Китая в Россию.

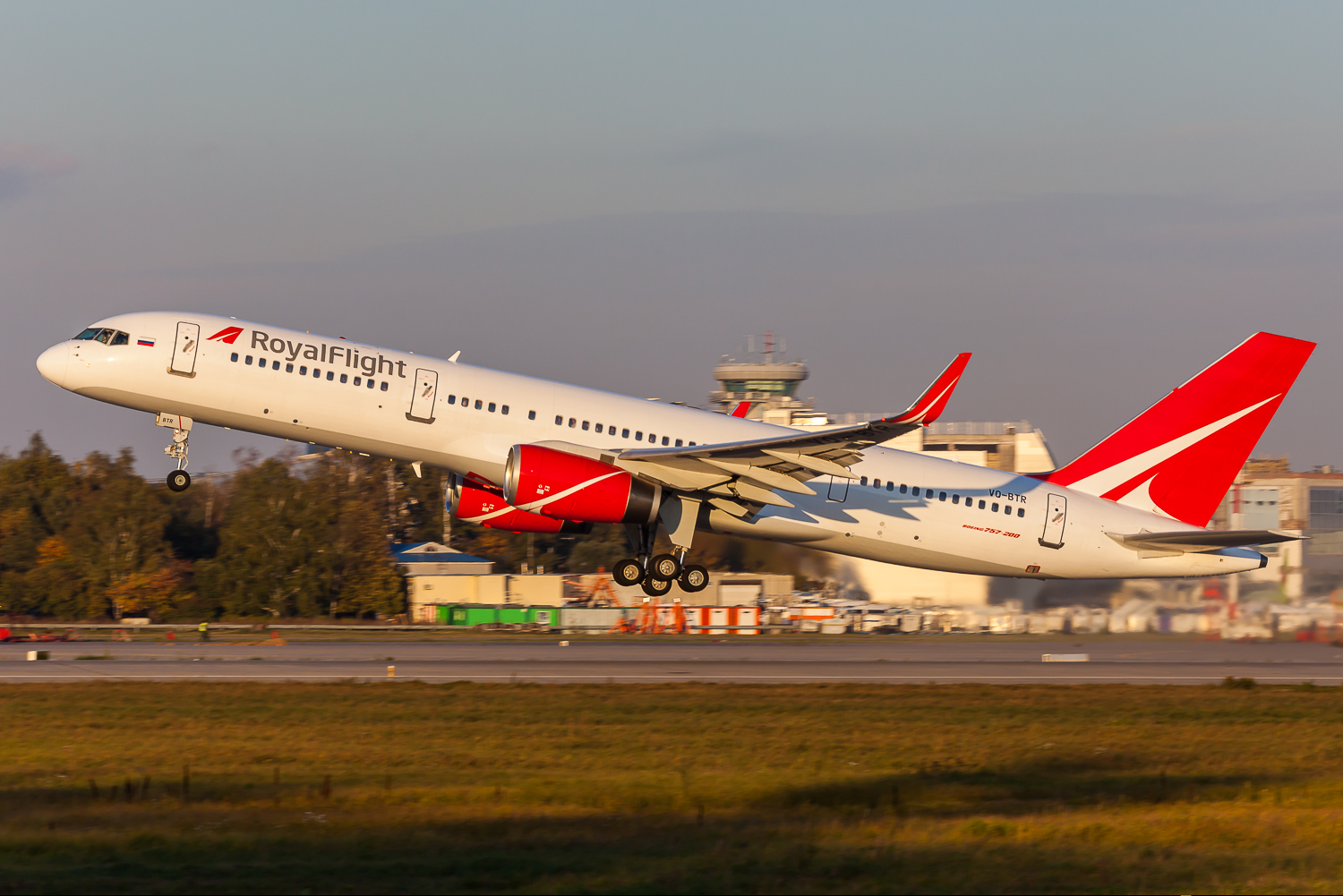
Boeing 757-200

В 2014 году авиакомпания Абакан-Авиа перешла к деятельности по международным пассажирским перевозкам и была переименована в Royal Flight. Во флот компании поступили самолёты Boeing 757-200. 8 марта 2014 года из аэропорта Домодедово был выполнен первый полёт под новым названием по маршруту Москва — Анталья.
С 25 мая 2015 года авиакомпания Royal Flight перевела свои рейсы из Домодедово в Шереметьево. Рейсы авиакомпании Royal Flight выполняются из терминала F аэропорта Шереметьево.
В 2022 году, на фоне западных санкций, Royal Flight прекратил работу. 30 мая 2022 года Авиакомпания Royal Flight начала сокращать своих пилотов, бортпроводников и технический состав.
В апреле 2023 года Росавиация приостановила действие сертификата Royal Flight, на восстановление которого у авиакомпании есть 90 дней. Перевозчику предлагалось также взять один из восстанавливаемых Ту-214, но в авиакомпании сочли прайс завышенным.
В декабре 2023 года стало известно, что Boeing 737-800 будет передан в авиакомпанию «Победа» и начнёт летать в летнем сезоне 2024. Таким образом, у авиакомпании остаётся один самолёт Boeing 757.
12 марта 2024 года стало известно, что последний Boeing 757 будет дебермудизирован и передан в чартерную авиакомпанию Azur Air. Сейчас эта машина принадлежит лизингодателю AerCap и имеет два бортовых номера: бермудский VQ-BTR и российский RA-73357.
В апреле 2024 года стало известно, что Royal Flight хочет привлечь новых акционеров для возобновления полетов.
17 октября последний самолёт перевозчика Boeing 757 перелетел во Внуково для Azur Air.

## Флот
По состоянию на апрель 2024 года из авиапарка АО «Авиакомпания „РОЯЛ ФЛАЙТ“»  выведены все ВС.